# 이병모
이병모(李秉模, 1742년 ~ 1806년)는 조선 후기의 문신이며, 영의정을 지낸 관료 정치가이다. 사림파 대신인 좌의정 이행의 후손이다. 본관은 덕수. 자는 이칙(彛則), 호는 정수재(靜修齋), 시호는 문익(文翼)이다.

## 생애
영조 말기에 문과에 급제하여 수찬, 교리, 부수찬, 응교, 이조좌랑, 이조정랑 등 청요직을 거쳐 경기암행어사로 활약했고, 승지와 대사간을 거쳐 예조참의, 이조참의, 우부승지, 원임직각, 동부승지, 사간원대사간 등 당상관을 지내며 정조의 신임을 받은 노론의 핵심 인물로 성장한다. 동래부사 시절 선정을 베풀었고, 이후 경상도관찰사를 거쳐 성균관대사성, 검교직각을 하다가 이조참판, 동지경연사, 규장각직제학, 승지, 도승지, 비변사제조를 거쳐 형조판서, 지경연사, 예문관제학, 예조판서, 선공감제조, 홍문관제학을 한 뒤 함경도관찰사로 있다가 다시 예조판서, 지경연사, 호조판서, 선혜청제조, 형조판서, 예문관제학, 병조판서, 사헌부대사헌을 지내고 다시 평안도관찰사를 하다가 이후 정조의 신임으로 우의정으로 승진하고 좌의정을 거쳐 영의정이 되었는데 순조가 즉위한 뒤 다시 영의정이 되었고, 온건하고 원만한 성품으로 정적들에게도 존경을 받았다.

## 가계
- 조부 : 이악진(李岳鎭)
  - 아버지 : 이연(李演)
  - 어머니 : 의령 남씨 - 남유상(南有尙)의 딸
    - 딸 : 덕수 이씨
    - 사위 : 대구 서씨 서흥보(徐興輔) - 목사
      - 외손녀 : 대구 서씨
      - 외손녀사위 : 청송 심씨 심정우(沈正愚) - 대제학 영의정 심상규(沈象奎)의 아들

| 전임 김조순 | 조선의 섭정 1804년 3월 ~ 1805년 12월 | 후임 남공철 |